# Sallgast
Sallgast (em baixo sorábio: Załgosć) é um município da Alemanha, situado no distrito de Elbe-Elster, no estado de Brandemburgo. Tem 41,90 km² de área, e sua população em 2019 foi estimada em 1.428 habitantes.